# 나라하라산

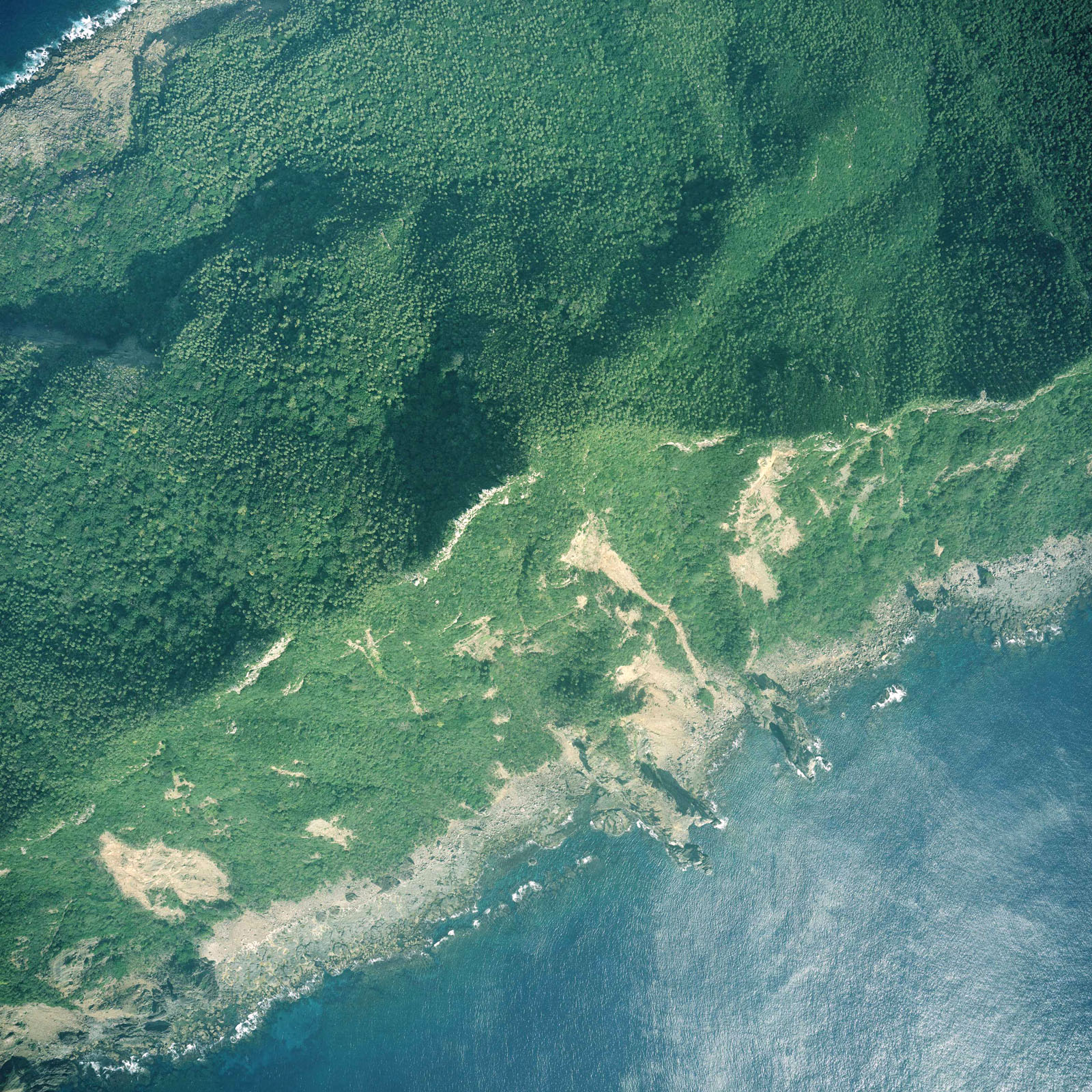
우오쓰리섬에 있는 나라하라산

나라하라산(일본어: 奈良原岳 나라하라다케[*]) 또는 가오화봉(중국어: 高华峰)은 센카쿠 제도 또는 댜오위다오의 우오쓰리섬(중국명: 댜오위섬)에 있는 산이다. 해발고도는 362 m로, 센카쿠 제도의 최고봉이다. 우오쓰리섬 남쪽 해안 근처의 약간 서쪽에 위치한다. 
일본명 나라하라는 1900년에 우오쓰리섬의 지질을 조사하러 방문한 구로이와 쓰네루가 당시 오키나와현 지사였던 나라하라 시게루의 이름을 따서 붙인 이름이다. 중국명 가오화봉은 2012년 9월 중국이 명명한 중국풍 이름으로, 가오화봉에서 가오는 높다를 뜻하며, 화는 중화를 뜻한다.

## 같이 보기
- 뵤부산 (오키나와현)
- 우오쓰리섬